# Färjetrafik på Östersjön

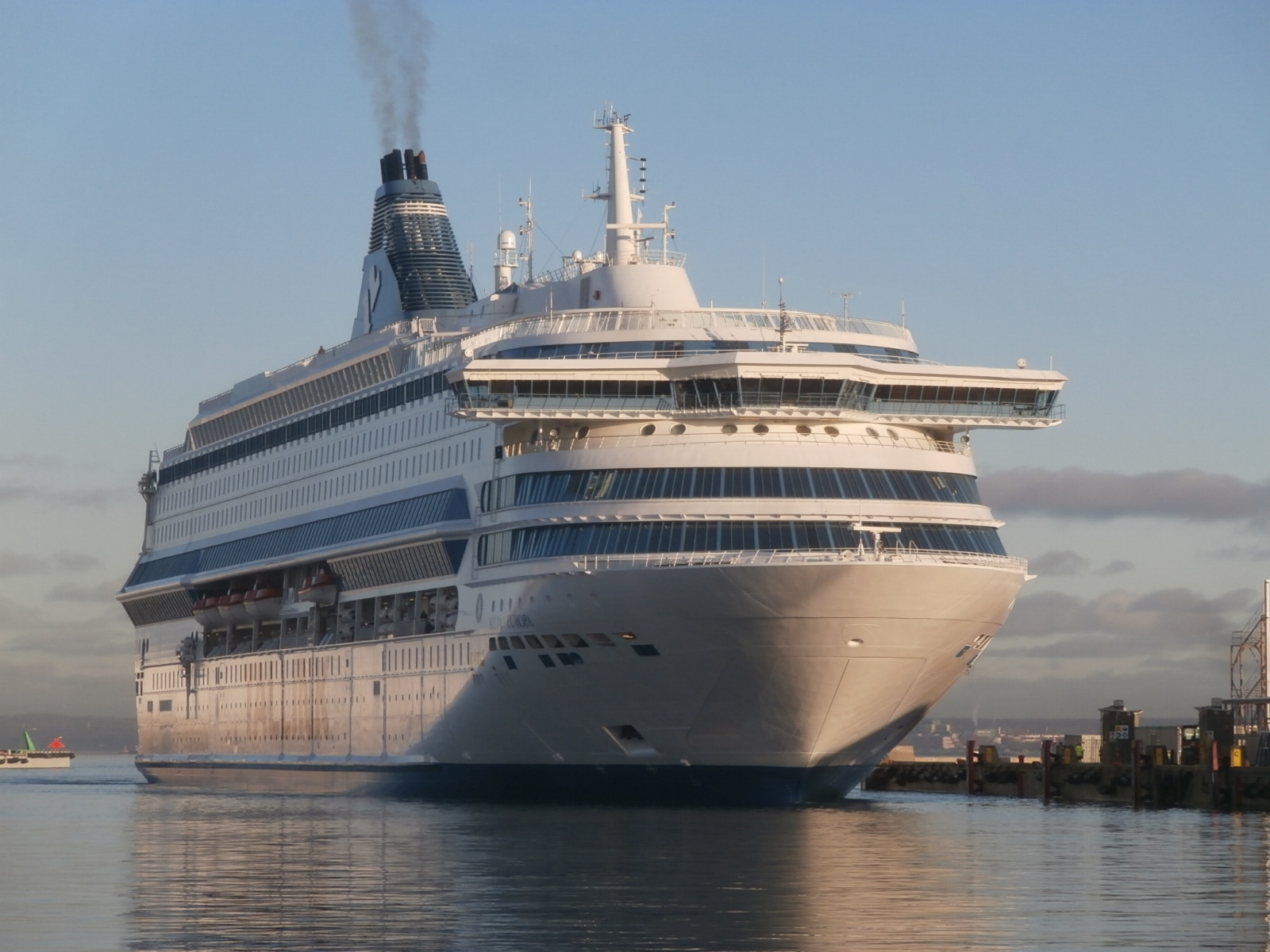
Östersjöns näst största trafikerande passagerarfärja, M/S Silja Europa i Tallinns hamn 2016.

Färjetrafik på Östersjön handlar om färjelinjer där fartyg trafikerar olika delar av Östersjön, bland annat Ålands hav, Rigabukten, Skärgårdshavet, Finska viken och Bottniska viken. Färjorna fraktar passagerare, fordon och gods mellan länderna runt Östersjön: Sverige, Finland, Estland, Lettland, Litauen, Polen, Tyskland, Danmark, Ryssland och Norge.

## Benämningar
Båtar som trafikerar linjerna mellan Sverige och Finland kallas ofta för Finlandsbåtar eller Finlandsfärjor i Sverige, medan de i Finland benämns som Sverigebåtar (finska: ruotsinlaiva). Mellan Sveriges fastland och Gotland används ofta beteckningarna Gotlandsbåtar eller Gotlandsfärjor, och mellan fastlandet och Åland talas det om Ålandsbåtar eller Ålandsfärjor. Fram till invigningen av Ölandsbron den 30 september 1972 gick även så kallade Ölandsbåtar eller Ölandsfärjor.

## Bakgrund
Färjetrafiken över Östersjön har en lång historia. Redan under tiden då postbåtar var vanliga gick båtar mellan Skåne och Tyskland samt mellan Roslagen och Åland. Den moderna färjetrafiken startade med ångbåtar. En av de äldsta förbindelserna som fortfarande finns är Kungsleden Trelleborg-Sassnitz. Den öppnades 1909 och har, med avbrott under världskrigen, trafikerat sträckan sedan dess.
Idag finns flera rederier som konkurrerar på olika rutter, och antalet passagerare har ökat mycket. Mellan 1994 och 1995 ökade antalet resenärer på linjerna till Estland med en miljon. År 1995 reste fyra miljoner passagerare till Estland och nio miljoner till Sverige. År 2008 var linjen mellan Helsingfors och Tallinn mest trafikerad med över sex miljoner resor.

## Karaktär och finansiering
Färjetrafiken ser olika ut beroende på rederi och fartyg. Sea Wind Line fraktar främst gods, medan fartyg från Silja Line och Viking Line ofta kallas för kryssningsfärjaor, även om de också fraktar gods.
Många längre färjelinjer får en del av sina intäkter från skattefri försäljning. Detta är möjligt på fartyg i trafik mellan olika länder. När taxfree togs bort inom EU den 1 juli 1999 fanns denna försäljning kvar på linjer som går via Åland, eftersom Åland har särskilda skatteregler jämfört med andra EU-länder.
Tidigare var Vasabåtarna en stor aktör i Kvarken. De hade linjer från Vasa till Umeå, Örnsköldsvik och Sundsvall samt mellan Sundsvall och Björneborg. När Silja Line köpte Vasabåtarna lades trafiklinjerna ner steg för steg, bland annat för att den skattefria försäljningen minskade. Rutter mellan länder med låg alkoholskatt, som Tyskland och Estland, ger bra intäkter från alkoholförsäljning. Detta gällde inte för rutten Umeå–Vasa. Andra rederier i Kvarken under senare delen av 1900-talet var Jakob Lines och Folkline.

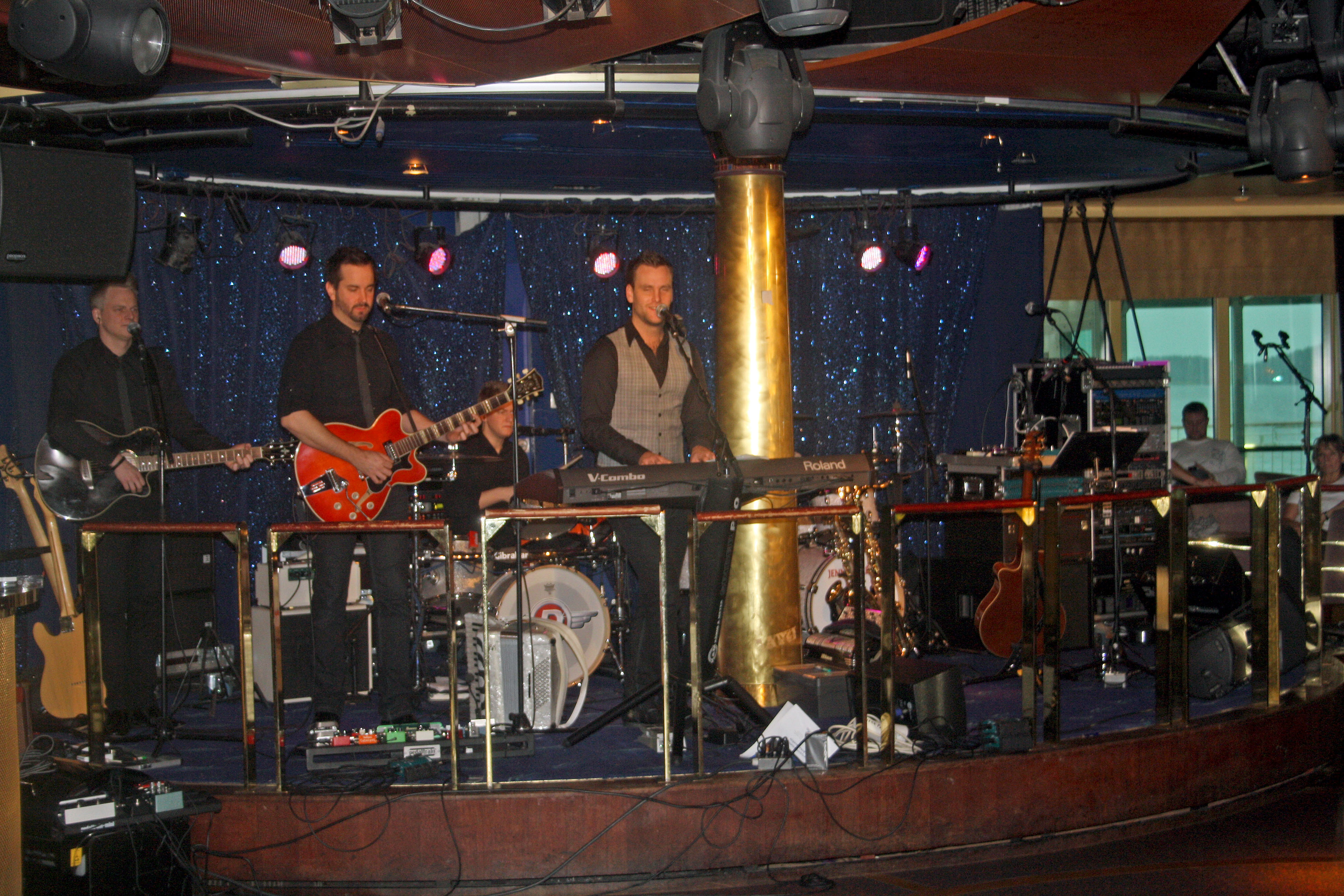
Dansband uppträder ombord.

Färjetrafiken mellan Sverige och Finland har ibland fått kritik för låga alkoholpriser ombord. Detta skiljer sig från de stränga alkoholregler som annars finns i båda länderna. Kritik har också riktats mot att det ofta förekommer stora fester med mycket alkohol ombord på färjorna.

## Grov organiserad brottslighet
En undersökning som polisen i Sverige och grannländer gjorde våren 2015 visade att 241 grovt kriminella personer använde färjorna under bara en vecka. Dessa kriminella nätverk sysslar med bland annat människohandel, narkotikasmuggling och organiserade stölder. Fordon ombord används för att smuggla droger från Ryssland och Vitryssland västerut. I andra riktningen smugglas motorfordon och verktyg som bilar, fyrhjulingar och motorsågar. På en enda färjetur hittades upp till 29 grovt kriminella personer, vilket är fler än vad polis och tull kan hantera.

## Incidenter
Flera allvarliga incidenter har inträffat under åren:
- 24 november 1944: Under andra världskriget torpederade Sovjetunionen passagerarfartyget S/S Hansa, vilket ledde till Hansakatastrofen.
- 14 januari 1993: M/S Jan Heweliusz sjönk utanför Rügen.
- 28 september 1994: M/S Estonia sjönk i Estoniakatastrofen.

## Rutter
- Sverige
  - Till Finland
    - Kapellskär–Nådendal
    - Stockholm–Åbo
    - Stockholm–Mariehamn
    - Stockholm–Helsingfors
    - Umeå–Vasa
    - Grisslehamn–Eckerö
    - Nynäshamn–Hangö

  - Till Estland
    - Kapellskär–Paldiski
    - Stockholm–Tallinn

  - Till Lettland
    - Stockholm–Riga
    - Nynäshamn–Ventspils

  - Till Litauen
    - Karlshamn–Klaipeda

  - Till Polen
    - Nynäshamn–Gdansk
    - Karlskrona–Gdynia
    - Ystad–Świnoujście
    - Trelleborg–Świnoujście

  - Till Danmark
    - Ystad–Rønne
    - Helsingborg–Helsingör
    - Halmstad–Grenå
    - Göteborg–Frederikshavn

  - Till Tyskland
    - Göteborg–Kiel
    - Trelleborg–Travemünde
    - Trelleborg–Rostock
    - Trelleborg–Sassnitz
    - Malmö–Travemünde

  - Inom Sverige
    - Destination Gotland:
      - Visby–Nynäshamn
      - Visby–Oskarshamn
      - Västervik–Visby
      - Visby–Grankullavik
      - Oskarshamn–Byxelkrok
- Danmark
  - Till Tyskland
    - Gedser–Rostock
    - Rødby–Puttgarden
    - Rønne–Sassnitz

  - Inom Danmark
    - Rønne–Køge
- Finland
  - Till Estland
    - Helsingfors–Tallinn
    - Mariehamn–Tallinn

  - Till Tyskland
    - Hangö–Rostock

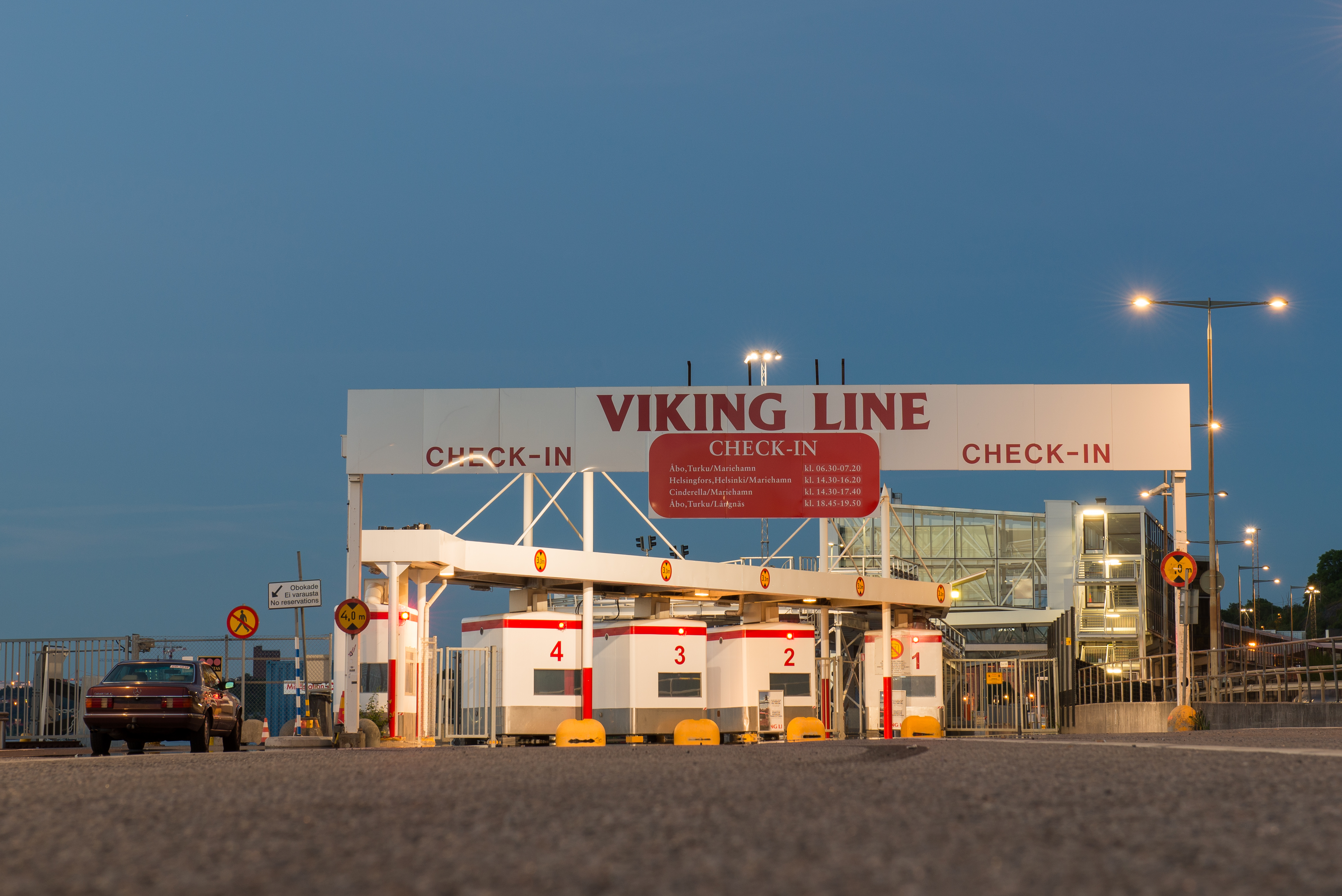
Infart till Viking Lines terminal i Stockholm med trafik till Åland, Åbo och Helsingfors.

    - Helsingfors–Gdynia–Travemünde (Finnlines)

  - Inom Finland:
    - Finland–Åland
- Litauen
  - Till Tyskland
    - Klaipeda–Sassnitz
- Norge
  - Till Tyskland
    - Oslo–Kiel
- Ryssland
  - Inom Ryssland
    - Ust-Luga–Baltijsk